# 足摺 (小惑星)
足摺(4399 Ashizuri)は、1984年10月21日に関勉が高知県芸西村で発見した小惑星である。高知県の足摺岬にちなんで命名された。